# Luis César Amadori
Luis César Amadori (Pescara, Abruzzi, 28 de Maio de 1903 — Buenos Aires, 5 de Junho de 1977) foi um realizador e argumentista italiano, e um dos mais influentes realizadores de cinema da Argentina da era clássica.
Realizou mais de 60 filmes entre 1936 e 1967, e escreveu argumentos para mais de 50 filmes.
Realizou filmes como Apasionadamente, de 1944; o aclamado Albéniz, de 1947; e Alma fuerte, de 1949.